# Assemblée nationale (Tadjikistan)
Pour les autres articles nationaux ou selon les autres juridictions, voir Assemblée nationale.
Pour les articles homonymes, voir Sénat.
Nouveau bâtiment du Parlement
L'Assemblée nationale (en tadjik : Маҷлиси миллӣ, Majlisi Milliy) est la chambre haute de l'Assemblée suprême du Tadjikistan, pouvoir législatif du pays. 

## Historique
L'Assemblée nationale est issue de la réforme constitutionnelle adoptée par référendum en septembre 1999, à l'issue de la guerre civile de 1997.
La première assemblée est constituée en 2000 sous la présidence de Mahmadsaid Ubaydulloyev épaulé par deux vice-présidents : Asqar Şäkirov (en) et Nazarbegim Muborakshoeva.

## Composition
L'Assemblée nationale est composée d'un minimum de 33 membres renouvelés tous les cinq ans. Sur ce total, 25 sont élus au scrutin indirect par les élus locaux à raison de 5 pour chacune des quatre provinces du pays plus la capitale Douchanbé. Les 8 autres sont nommés par le président pour une même durée. Enfin, les anciens présidents de la république sont de droit membres à vie,.
Les membres doivent obligatoirement avoir réalisé des études supérieures et être âgé d'au moins 35 ans, qu'ils soient élus ou nommés.

## Présidence
- Président : Rustam Emomali
- Secrétaire général : Muzafar Ashurov

### Liste des présidnts
| Titulaire               | Début         | Fin         |
| ----------------------- | ------------- | ----------- |
| Mahmadsaid Ubaydulloyev |               |             |
| 17 avril 2000           | 2005          |             |
| 2005                    | 21 avril 2010 |             |
| 21 avril 2010           | 17 avril 2015 |             |
| 17 avril 2015           | 17 avril 2020 |             |
| Rustam Emomali          | 17 avril 2020 | en fonction |